# محوطه ملکی باغ
محوطه ملکی باغ مربوط به دوره اشکانیان است و در شهرستان سرباز، بخش آشار، دهستان آشار، ۵ کیلومتری شرق روستای آشار واقع شده و این اثر در تاریخ ۳۰ بهمن ۱۳۸۶ با شمارهٔ ثبت ۲۱۱۸۰ به‌عنوان یکی از آثار ملی ایران به ثبت رسیده است.